# Pottemagerkunst
Pottemagerkunsten blev opfundet i stenalderen. Den formes i ler, der får øget holdbarhed efter en brænding. I Japan er der fundet lertøj fra det 11. århundrede f.Kr. (Jomonperioden).I Mellemøsten er de ældste genstande omkring 10.000 år gamle.
Pottemagerkunst er den oprindelige metode til fremstilling af keramik. Den udnytter lerets kolloide egenskaber. Emnet formes i det plastiske, våde ler og formen ”låses” ved tørring og brænding. Pottemagerkunsten har gennemløbet en voldsom udvikling. Visse, simple lervarer bliver fremstillet efter årtusindgamle metoder. Håndværkeren, der fremstiller disse produkter, hedder en pottemager.

## Metoder
Der er tre grundlæggende metoder i pottemagerkunsten: klining, drejning og støbning. De er udviklet i den rækkefølge og bliver brugt endnu i dag til forskellige produkttyper.
- Klining

Klining er den ældste, mest primitive, men også mest individuelle metode. Resultatet er præget af de forhold, de er skabt under og leret kan formes som pølser, plader, reb eller kugler. De formes i hånden og kan samles med en lerslæmning. Metoden tillader kunsthåndværkere at forme enestående produkter. Til gengæld er det umuligt at lave produkter som tallerkener, kopper eller skåle, der er tilstrækkeligt ens til at blive solgt som sæt.
- Drejning

Pottemagerhjulet gør det muligt at lave drejede varer, der kan laves i masseproduktion. En klump ler sættes midt på skiven, der bringes i omdrejning ved spark på fodskiven eller ved hjælp af en elektromotor. Mens hjulet drejer, formes leret ved at presse, klemme og trække det op i den rette form. Det kræver megen øvelse at bruge pottemagerhjulet, men den kyndige pottemager kan lave et stort antal helt ens varer i løbet af en dag. Produkterne følger en radiær symmetri omkring en lodret akse, men tingene kan bearbejdes med hænderne eller med værktøj, så der skabes nye, uregelmæssige former eller dekorationer. Ofte bliver emnerne forsynet med hank, tud, låg eller ører.
- Støbning

Støbning er den letteste metode til fremstilling af masseproducerede varer. En flydende lerslæmning hældes i en støbeform (af fx gips), og dér får den lov til at stivne en smule. Når formen har opsuget det meste af væsken fra det yderste lag af leret, hældes resten af slæmningen tilbage i opbevaringskarret, og emnet får lov til at tørre helt op. Til sidst fjerners lervaren fra formen, pudser den omhyggeligt af og lader den tørre færdig i luften.

## Fremgangsmåde
Enhver lervare gennemgår en serie af trin under fremstillingen.
1. Den rå ler bliver æltet for at fordele fugtighed og de tilsatte partikler helt jævnt og for at fjerne luftbobler. Derefter formes det enten ved håndarbejde eller ved hjælp af redskaber som pottemagerhjulet. Vand bruges til at holde leret formbart under bearbejdningen og for at undgå revner.
2. Produkter, som er støbt, kræver en afpudsning eller bearbejdning på hjulet for at sikre en ensartet tykkelse eller for at sætte fod, tud eller hank på varen. Det sker når emnet er blevet læderhårdt.
3. Varen lufttørres, indtil den er fast og tør at føle på. Emnerne er meget skrøbelige, men kan håndteres med forsigtighed. Nu kan de behandles med fint sandpapir for at sikre en helt glat overflade.
4. Varen bliver ofte for-brændt i en ovn. Når den er brændt, kaldes den for ’forglødt keramik’ eller bisque.
5. Forglødt keramik er normalt rød, hvid eller brun i farven, afhængigt af lertypen. Den kan dekoreres med glasur og brændes igen ved en højere temperatur.
6. Ved råglasering er emnet ikke forglødt, før det bliver glaseret

## Forhistorie

### Palæolitiskpottemagerkunst
Lervarer, fundet på de japanske øer, er tidsfæstet ved en ukalibreret kulstof-14-datering til omkring det 11. århundrede f.Kr. Det er den ældre stenalder i Japan, den såkaldte Jomonperiode, og det er de ældst kendte pottemagervarer. 